# Paralcis aurantifascia
Paralcis aurantifascia är en fjärilsart som beskrevs av Louis Beethoven Prout 1916. Paralcis aurantifascia ingår i släktet Paralcis och familjen mätare. Inga underarter finns listade i Catalogue of Life.